# 乌兹别克化
烏兹别克化，是指河中一帶的民族在自愿或強逼下认同烏兹别克族族属。指在1924年至1929年烏兹别克境内塔吉克族变成烏兹别克族的历史事件。同化在1924年开始，布哈拉、撒馬尔罕被劃给烏兹别克。塔吉克人被大量送回塔吉克，官方估计還有5%人口是塔吉克人。他們改族的原因是為避免被遣送回農業欠發達和多山的塔吉克。
苏联解体后，烏兹别克化是指排除俄语在生活中的地位，重建烏兹别克語国语地位的努力，其中包括恢复乌兹别克语的重要性，在义务教育中取代俄语和推广乌兹别克传统和文化。